# To Build a Home
«To Build a Home» es una canción del grupo inglés, The Cinematic Orchestra, con voces y piano interpretado por el cantante y compositor canadiense, Patrick Watson. Fue lanzado como el segundo sencillo del tercer álbum de estudio del grupo, «Ma Fleur» el 29 de octubre de 2007. En 2015, la canción alcanzó el número 96 en los French Singles Chart.

## Lanzamiento y aceptación
La canción fue lanzada por primera vez el 29 de octubre de 2007 como sencillo de vinilo a través de Ninja Tune en el Reino Unido. También fue lanzado en los Estados Unidos por Domino Records.
«To Build a Home» tuvo una recepción positiva de los críticos musicales, quienes veían a menudo el funcionamiento vocal de Patrick Watson como punto culminante en la canción. Para The Observer, Stuart Nicholson escribió que «Swinscoe transforma el ostinato de tres y cuatro acordes en algo especial».
«To Build a Home» se ha utilizado en varios programas de televisión, incluyendo Mentes Criminales, Orange is the New Black, One Tree Hill, EastEnders y Grey's Anatomy. En noviembre de 2016, fue reportado que la canción había sido transmitida más de 60 millones de veces.

## Lista de canciones
- Ninja Tune (ZEN7 200; UK 7" sencillo en vinilo)[2]

| Side A |                   |          |  |
| N.º    | Título            | Duración |  |
| 1.     | «To Build a Home» |          |  |

| Side B |                                              |          |  |
| N.º    | Título                                       | Duración |  |
| 1.     | «To Build a Home» (Versión de Grey Reverend) |          |  |

- Domino (DNO 148; U.S. 7" vinyl single)[3]

| Side A |                          |          |  |
| N.º    | Título                   | Duración |  |
| 1.     | «To Build a Home» (edit) |          |  |

| Side B |              |          |  |
| N.º    | Título       | Duración |  |
| 1.     | «Child Song» |          |  |

## Posicionamiento en listas
| Listas (2012–2015) | Mejor posición |
| ------------------ | -------------- |
| Francia (SNEP)     | 96             |